# Deska do krojenia

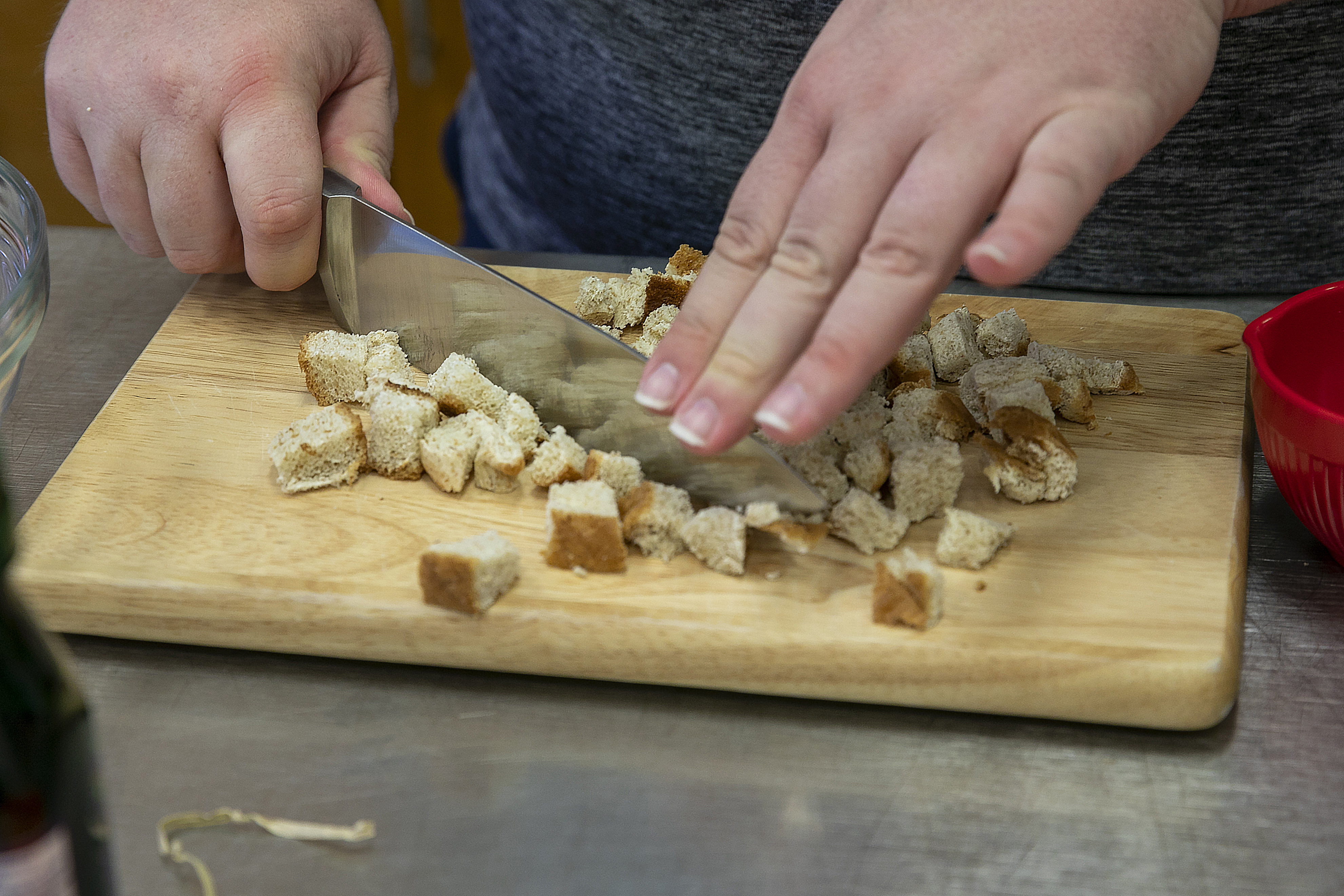
Użycie deski do krojenia

Deska do krojenia – podkładka do rozdrabniania nożem produktów spożywczych w procesie obróbki wstępnej.

## Zastosowanie
Deska do krojenia umożliwia krojenie, ćwiartowanie, siekanie, szatkowanie, cięcie, porcjowanie, odkrawanie, oraz kawałkowanie artykułów żywnościowych. Służy ponadto do podawania przekąsek i dań na przyjęciach oraz w lokalach gastronomicznych, np. w postaci deski serów i wędlin. Może być również podstawką pod gorące naczynia.

## Właściwości

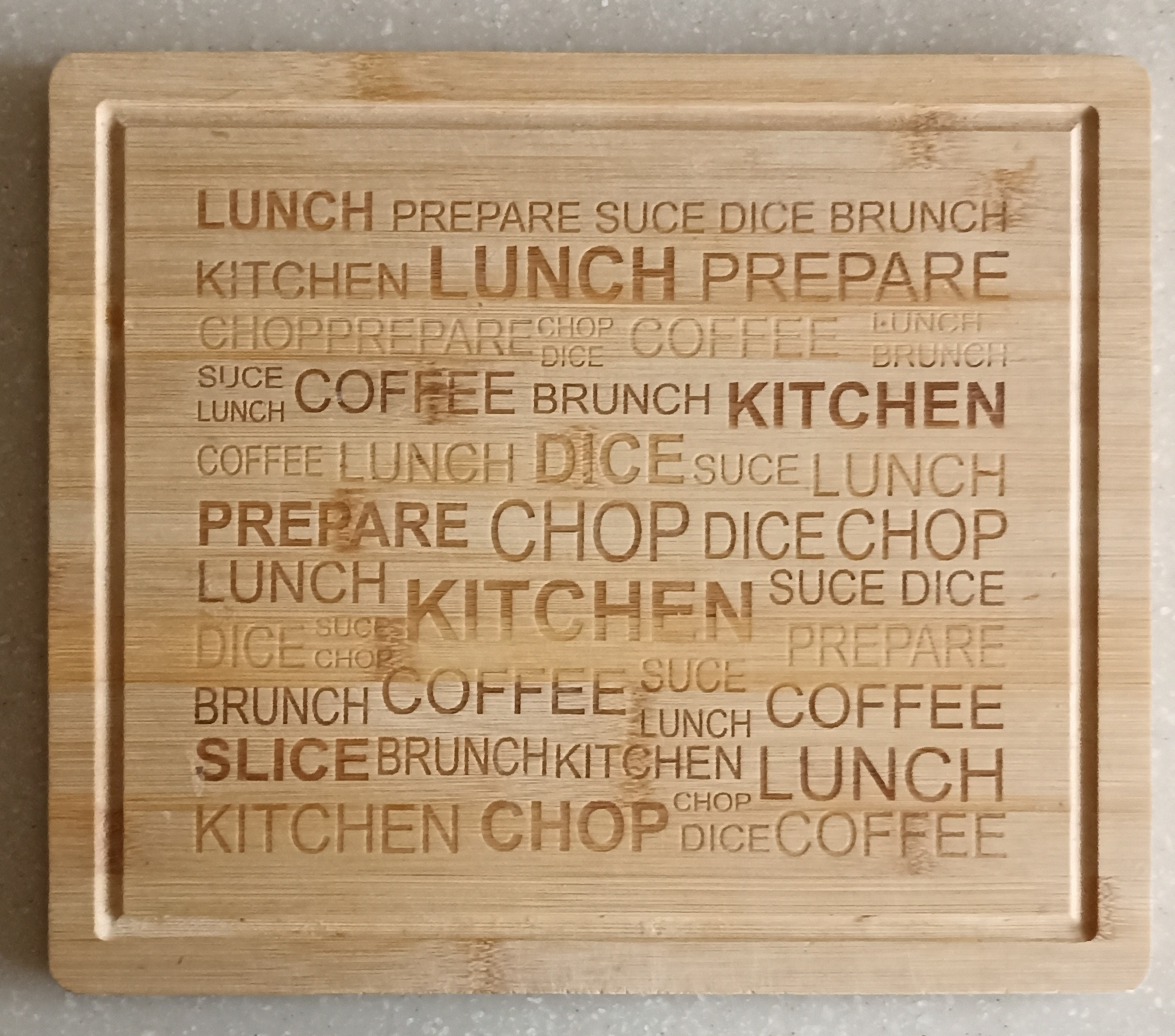
Prostokątna, drewniana deska do krojenia

Jest to płytka w kształcie prostokąta, kwadratu, owalu lub koła, o wielkości ok. 25-40x30–50 cm, grubości do ok. 5 cm, z zastosowaniem jednostronnym lub dwustronnym. W gastronomii bywają rozmiary większe.
Cechy użytkowe: stopień odporności na wchłanianie wody i wilgoci, na absorbowanie płynów i soków z obrabianych surowców, na bakterie i pleśń; wrażliwość na detergenty; możliwość mycia w zmywarce mechanicznej; odporność powierzchni na nacięcia nożem; odporność na wysoką temperaturę; wyposażenie w podkładki antypoślizgowe; wyposażenie w ostrzałkę noża, w sitko; obecność otworu uchwytu; śliskość powierzchni; twardość; waga.

## Rodzaje desek (płytek) do krojenia
Deski do krojenia wykonuje się z: drewna, bambusa, tworzywa sztucznego, szkła, granitu, marmuru i ceramiki. Istnieją deski z utwardzonego papieru i z silikonu. Deski mogą być zintegrowane z pojemnikiem na pieczywo, z ostrzałką, z sitkiem.
Do krojenia chleba i pieczywa nadają się deski drewniane, bambusowe, papierowe, silikonowe oraz plastikowe, natomiast do tortów, miękkich ciast, soczystych owoców, warzyw mięs i ryb, wskazane są pozostałe.
Drewniane wykonuje się z: buku, dębu, akacji, jesionu, gruszy, cisu, grochodrzewu (robinii), hebanu, kokosu. Ze względu na pochodzenie naturalne, są rozwiązaniem ekologicznym. Charakteryzują się wysoką wytrzymałością i twardością. Nie tępią noży, mają zdolność do samoistnego zasklepiania niewielkich nacięć. Wykazują właściwości antybakteryjne. Mogą być używane jako podkładki pod gorące naczynia.
Ich wadą jest konieczność okresowej impregnacji olejem. Mają skłonność do wchłaniania wody, innych płynów, wilgoci i zapachów, co może powodować rozwój bakterii i pleśni. Nie nadają się do mycia w zmywarce mechanicznej.
Bambusowe wykonane są ze sprasowanych włókien bambusa. Wykazują podobne właściwości do drewnianych, lecz są od nich twardsze i wytrzymalsze. Słabiej chłoną wilgoć.
Również jak drewniane, nie nadają się do mycia w zmywarce mechanicznej, gdyż kontakt z większą ilością wody osłabia strukturę włókien i obniża odporność deski na uszkodzenia.
Plastikowe produkowane są w wielu kolorach, z tworzyw nie sprzyjających namnażaniu się bakterii. Są lekkie, nie tępią noży. Wykazują odporność na szorowanie i silne detergenty. Niektóre można myć w zmywarkach mechanicznych.
Do wad należy podatność na nacięcia nożem. W powstałych rowkach mogą rozwijać się bakterie. Po dłuższym okresie eksploatacji pojawia się wrażliwość na wchłanianie zapachów. Dość łatwo ulegają przebarwieniom. Nie nadają się jako podkładki pod gorące naczynia.

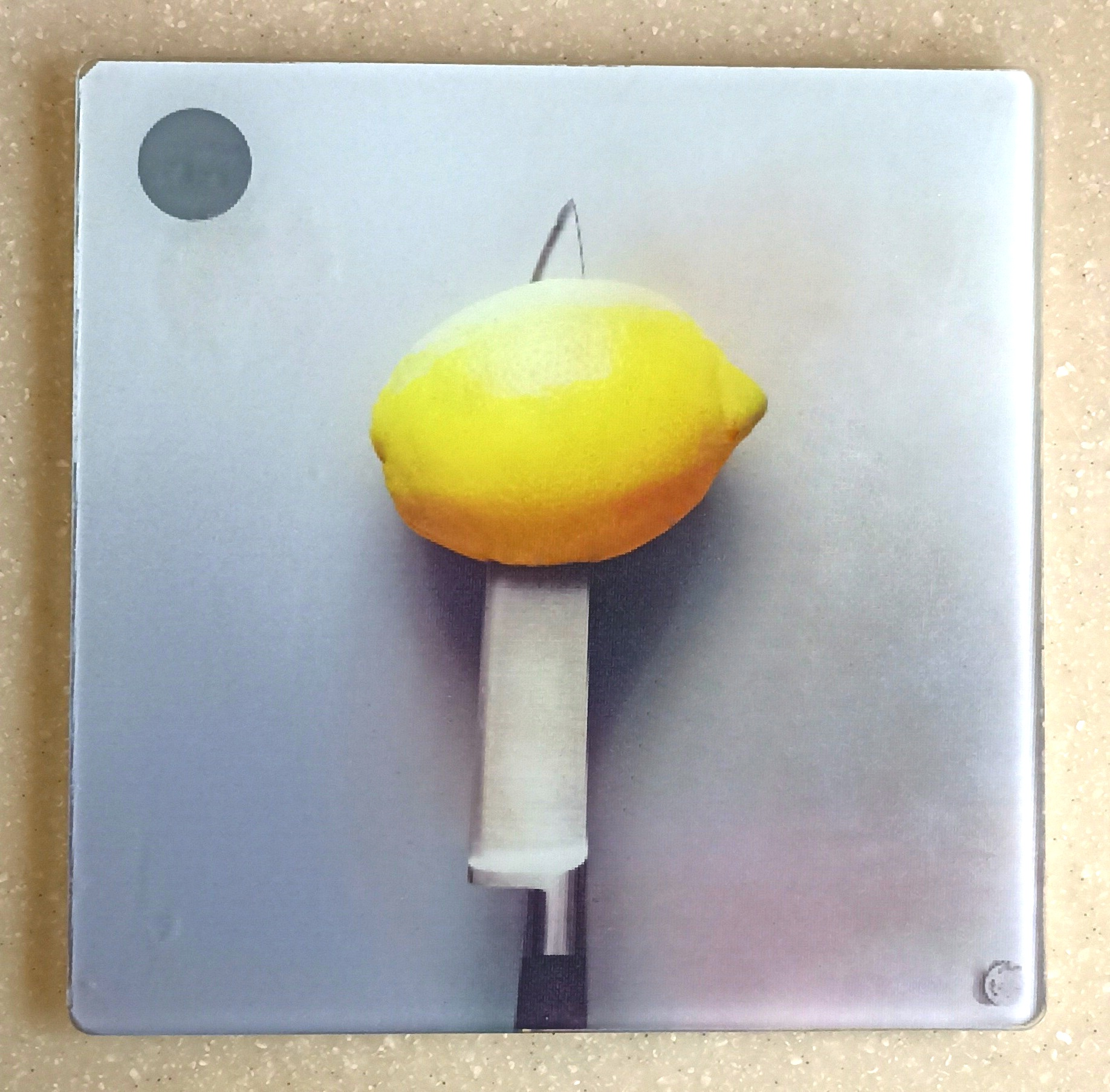
Szklana deska do krojenia

Szklane i ceramiczne  są odporne na wchłanianie wody, różnych płynów, wilgoci, zapachów. Nie następuje rozwój bakterii i pleśni. Nie ulegają zarysowaniu nożem. Nadają się do mycia w zmywarce mechanicznej. Mogą być używane jako podkładki pod gorące naczynia.
Wadą tych desek jest podatność na wyszczerbienie i stłuczenie. Mają śliską powierzchnię, co utrudnia krojenie. Powodują tępienie się noży.
Kamienne, marmurowe i granitowe mają podobne cechy użytkowe do szklanych i ceramicznych w zakresie zalet i wad. Różnią się wyglądem, rozmiarami i wagą.

## Wymogi odnośnie desek do krojenia w zakładach branży żywnościowej
W gastronomii, w kuchni, deski do krojenia znajdują się w strefie przygotowywania posiłków. W zależności od rodzaju obrabianego produktu, obowiązują określone kolory desek: biały – do nabiału i pieczywa; brązowy – do wędlin i gotowanego mięsa; czerwony – do surowego mięsa; niebieski – do surowych ryb i owoców morza; zielony – do warzyw i owoców; żółty – do drobiu surowego.
Kolorystyczny podział desek do krojenia pozwala na zachowanie czystości, higieny, a także zmniejsza ryzyko zanieczyszczenia i zakażenia żywności. Zapobiega również mieszaniu składników, smaków i zapachów w przypadku potraw jednorodnych.
W gastronomii i w przemyśle spożywczym, wykorzystanie poszczególnych desek powinno być odnotowywane w dokumentacji dwóch podstawowych systemów monitorujących utrzymanie właściwej kontroli higieny środowiska pracy i procesów technologicznych: GHP (ang. Good Hygienic Practice) – Dobra praktyka higieniczna i GMP (ang. Good Manufacturing Practice) – Dobra praktyka produkcyjna.
Należą one do zbioru zasad HACCP (ang. Hazard Analysis and Critical Control Points) – Analiza zagrożeń i punktów krytycznych, mających zredukować lub wyeliminować zagrożenia dla bezpieczeństwa żywności.